# كيفورك مارديكيان
كيفورك إسحاق مارديكيان (مواليد 14 يوليو 1954 في اللاذقية) لاعب كرة قدم سوري من أصل أرمني.

## مشواره مع كرة القدم
بدأ كيفورك ممارسة هواية لكرة القدم مع أشبال نادي حطين، وتسلق سلّم النجومية والشهرة بسرعة كبيرة. انضمّ إلى فريق رجال حطين ولما يتجاوز الستة عشر عاماً، ثم انضم إلى فريق الجيش العربي السوري عام 1976. وفي نفس العام، اختير ليكون ضمن عداد منتخب سوريا الوطني.

### المشاركات واللقاءات
شارك في بطولات ودورات ولقاءات دولية كثيرة أبرزها:
- شارك في نهائيات أولمبياد موسكو عام 1980 ضد منتخبات ألمانيا وإسبانيا والجزائر.
- شارك مع نادي الجيش السوري في بطولات العالم العسكرية في قطر.
- شارك في نهائيات كأس آسيا بالكويت عام 1978.
- شارك في تصفيات أولمبياد لوس أنجلوس عام 1983.
- شارك في تصفيات كأس آسيا وبفضله تأهلت سوريا للدور النهائي.
- كان أبرز نجوم سوريا في دورة المتوسط في المغرب عام 1983.

## محطات مميزة
- كابتن منتخب سوريا من 1979 حتى 1985.
- اختاره الاتحاد العربي لكرة القدم ليكون أحد نجوم منتخب العرب.
- اختاره الاتحاد الدولي العسكري ليكون من ضمن منتخب العالم العسكري.
- اختاره الاتحاد الآسيوي لكرة القدم ليكون أحد أبرز لاعبين منتخب آسيا.
- حاز على الكرة الذهبية (هداف العرب) كأفضل لاعب عربي في استفتاء مجلة الصقر القطرية عام 1978.
- منح العديد من الجوائز التقديرية.

## الاعتزال وما بعد الاعتزال
اعتزل لاعب منتخب سوريا كيفورك مرديكيان في منتصف شهر يوليو / تموز عام 1985. أقام له الاتحاد العربي السوري لكرة القدم بعد أن أعلن اعتزاله مباراة تكريمية شارك فيها أبرز النجوم العرب تقديراً لعطائه خلال مشواره الطويل مع الكرة.
- بعد اعتزاله عاد إلى ناديه الأم حطين كمدرب من عام 1985 حتى 1990 وصعد به إلى الدرجة الأولى.
- أنشأ مدرسة كيفورك مردكيان لتعليم كرة القدم للصغار عام 1985.
- تعاقد مع نادي الوحدة الإماراتي في أبوظبي لمدة ثلاث سنوات لتدريب قواعد ومدارس الكرة وأحرز مع النادي لقب بطل دوري الإمارات.
- عمل كمساعد مدرب لرجال نادي دبا الحصن الإماراتي ومدرب لفريق شباب النادي بنفس الوقت وأحرز مع النادي أفضل المراتب.
- مدرب منتخب سوريا للرجال 1997
- مدرب نادي الهومنتمن اللبناني 1998
- أصبح مديراً فنّياً لنادي حطين وأحرز معه كأس كؤوس سوريا وأحرز كأس الجمهورية وكأس دورة المحبة.

- استلم منتخب ناشئين سوريا عام 2001 وشارك معهم بتصفيات كأس آسيا واستمر معهم حتى منتخب شباب سوريا وتأهل بهم لكأس العالم 2005 في هولندا وقدم هذا المنتخب مستوى مشرّف جداً وتأهل المنتخب للدور الثاني بعد فوز على إيطاليا وتعادل مع كندا وخسارة من كولومبيا وخرج من البطولة بعد خسارة مباراة مشرّفة مع البرازيل بهدف وحيد جاء من ضربة جزاء ظالمة أهداها حكم المباراة للمنتخب البرازيلي ولعب المنتخب السوري مباراة لن تنسى.
- استلم فريق رجال حطين نهاية عام 2005...

## روابط خارجية
- كيفورك مارديكيان على موقع الاتحاد الدولي (مؤرشف)  (الإنجليزية)
- كيفورك مارديكيان على موقع قاعدة بيانات كرة القدم.إي يو (الإنجليزية)
- كيفورك مارديكيان على موقع أوليمبيديا (الإنجليزية)